# أركادي بابشينكو
أركادي بابشينكو (الروسية: Аркадий Аркадьевич Бабченко) ولد في 18 مارس/آذار 1977 في موسكو، هو صحفي روسي معارض من روسيا. اشتهر بعدما انتشرت وراجت شائعة حول اغتياله بالرصاص الحي في منزله بكييف في أوكرانيا بتاريخ 29 أيار/مايو 2018 قبل أن يظهر في اليوم الموالي على التلفزيون الأوكراني ويُؤكد أنه حي يُرزق وأن شائعة الاغتيال نشرها جهاز الأمن الأوكراني لحمايته من عملية اغتيال منظمة كان يُخطط لها مرتزقة أو أفراد مخابرات روس.

## السيرة الذاتية
ولد بابشينكو عام 1977 في موسكو. في عمر الثامنة عشر سنة (1995) تم تجنيده للعمل في الجيش. خدم في قوات الاتصالات في شمال القوقاز وشارك في حرب الشيشان الأولى وتطوع بعدها لمدة ستة أشهر خلال حرب الشيشان الثانية. روى في وقت لاحق تجربته وعمله في صفوف الجيش الروسي من خلال كتاب جندي واحد في الحرب  الذي صدر عام 2006.
بعد خروجه من القوات المسلحة عام 2000 بدأ العمل كمراسل حرب لصالح صحيفة موسكوفسكي كومسوموليتس كما عمل لصالح جريدة زابايتي بولك. تخرج بابشينكو من كلية القانون تخصص العلوم الإنسانية ثم حصل على شهادة البكالوريوس في القانون الدولي.
غادر مؤقتا وظيفة الصحافة وعمل كسائق سيارة أجرة لعدة سنوات، ولكنه عاد في كانون الثاني/يناير 2009 حيث بدأ العمل في الصحيفة الروسية نوفايا غازيتا. عمل كمراسل عسكري حيث غطى حرب أوسيتيا الجنوبية عام 2008. أسَّس بابشينكو مشروع «الصحفيين دون وسطاء»، وكتب عدة كتب عن تجربته في الجيش كما حاز على العديد من الجوائز الأدبية. في آذار/مارس 2012 رُفعت قضية جنائية ضد بابشينكو بدعوى قيامه بأعمال شغب، ونشر مقالات وتقارير عن التكتيكات الممكنة خلال المظاهرات من أجل المطالبة بانتحابات حرة ونزيهة. شغل بابشينكو أيضا منصب ناشر في مجلة فن الحرب، وهو متزوج وله ابنة وحيدة.
يُعد بابشينكو من بين مُعارضي سياسات الرئيس الروسي فلاديمير بوتين، حيث لا يتفق معه في الكثير من النقط وعلى رأسها التدخل العسكري الروسي في أوكرانيا والتدخل العسكري الروسي في سوريا. غادر بابشينكو روسيا عام 2017 بعد تلقي تهديدات بالقتل وذلك عقب نشره في كانون الأول/ديسمبر 2016 في حسابه على موقع التواصل الاجتماعي فيسبوك معلومات حول حادث تحطم طائرة وزارة الدفاع الروسية. منذ شباط/فبراير عام 2017 وبابشينكو يعيش رفقة عائلته في مدينة براغ بجمهورية التشيك ويتنقل بين الفينة الأخرى إلى إسرائيل أو كييف في أوكرانيا.
منذ تشرين الأول/أكتوبر 2017 وحتى تاريخ شائعة وفاته؛ عمل بابشينكو في كييف عاصمة أوكرانيا في قناة آي تي آر. نُشرت شائعة اغتيال بابشينكو في شقته الخاصة بتاريخ 29 أيار/مايو 2018، وما زاد من تأكيد الشائعة البيان الصحفي الذي نشرته شرطة كييف والتي قالت فيه:
| «إن الشرطة تعتقد أن بابشينكو قُتل انتقاما لعمله كصحفي.» |

تبيَّن فيما بعد أن جهاز المخابرات الأوكراني هو المسؤول عن نشر هذه الشائعة وذلك بعدما تلقى فعلا خبرا يُؤكد على أن بعض المرتزقة يُخططون لاغتيال الصحفي؛ فنشر جهاز المخابرات الشائعة والبيان لخلط أوراق المنفذين ونجح في تفليته من عملية اغتيال منظمة.

## روابط خارجية
- أركادي بابشينكو على موقع IMDb (الإنجليزية)